# Arizelocichla
Arizelocichla es un género de aves paseriformes perteneciente a la familia Pycnonotidae. El género fue restaurado en 2007 para clasificar a doce especies que anteriormente se ubicaban en Andropadus.

## Especies
El género contiene las siguientes especies:
- Arizelocichla masukuensis – bulbul de las Masuku;
- Arizelocichla kakamegae – bulbul de Kakamega;
- Arizelocichla montana – bulbul montano;
- Arizelocichla tephrolaema – bulbul pechioliva;
- Arizelocichla kikuyuensis – bulbul kikuyu;
- Arizelocichla nigriceps – bulbul cabecioscuro septentrional;
- Arizelocichla neumanni – bulbul de las Uluguru;
- Arizelocichla fusciceps – bulbul cejinegro;
- Arizelocichla chlorigula – bulbul cabecioscuro austral;
- Arizelocichla milanjensis – bulbul de las Milanji;
- Arizelocichla olivaceiceps – bulbul cabecioliva;
- Arizelocichla striifacies – bulbul cariestriado.